# 木原健太郎
木原 健太郎（きはら けんたろう、1972年12月16日 - ）は、日本のピアニスト、作曲家、編曲家、音楽監督、音楽プロデューサー。北海道釧路市出身。
1999年にアルバムリリースでデビュー。ピアノソロ、弾き歌い、ブラス、ストリングスをフューチャーしたスタイル等、多種形態でアルバム発表。様々なアーティストとの競演多数。能楽や津軽三味線など邦楽との活動も多い。作曲家としてJ-POP、ラジオドラマ、テレビアニメ、合唱曲まで幅広く楽曲提供。音楽監督として舞台・TV等でも活動。2023年 FMシアター「扉を開ければ そこは」音楽担当。 演劇「ビロクシー・ブルース」（東宝）音楽担当。2013年度から開始したピアノレッスンとして「きはけん流 “音育（おといく）”」と題し北海道で毎月開催している。

## 来歴

### 幼少期
- 1976年、4歳より母のピアノレッスンを聴く環境下で自然にピアノに親しみ始める。
- 1977年、5歳で感じたことを次々と曲にし始める（初めての作曲は、飼っていたサワガニが死んだ出来事を曲にした「カニさんが死んだ」）。
- 1978年 - 1984年、6歳でエレクトーンを初め、小学校中学年からは合唱部に在籍。ピアノの伴奏や指揮も始める。

### 青年期
- 1985年、中学時代は近所に住むジャズ好き叔父の影響を受け、ジャズのレコードを借りては覚え弾く日々を送り、聴く耳とテクニックを鍛える。
- 1987年、姉の木原奈津子と共にピアノとエレクトーンのジョイントライブ『Joyful Concert』を釧路で行い、エレクトーンのコンクールでは北海道代表に選ばれた。松山千春、崎谷健次郎、山下達郎、松田聖子、斉藤由貴、デイヴィッド・フォスター、ボビー・コールドウェルやビリー・ジョエルなどのポップス・映画音楽など幅広いジャンルの音楽に触れ、影響を受ける。

### バークリー音楽院時代
- 1988年、高校1年生の時にボストン・バークリー音楽院オーディションを受講。
- 1991年、高校卒業と同時に渡米し、バークリー音楽院に入学する。在学中はピアノの練習室に籠もり、ひたすら演奏術を磨く生活を送る。ジャズトリオ、ラテンジャズバンド、ビッグバンド等で演奏をするかたわら、作・編曲も学び、ジャズだけでなくポップスやブラジル音楽にも造詣を深めていく。卒業前に『バークリー・ジャズ・パフォーマンス・アワード（Berklee Jazz Performance Award）』を受賞することとなった。
- 後に自らが率いる『ベリーメリーオーケストラ』のメンバー、池田雅明（トロンボーン）、宮崎隆睦（アルトサックス）、橋爪亮督（テナーサックス）、嶌田憲二（ベース）、はいずれも、バークリー音楽院時代からお互いの音楽を理解し合う仲である。因みに、田中充（トランペット）は後輩である。

### ピアニストとしての活動、その後CDリリース等〜現在
- 1995年、第1回「ハイネケン・ジャズ・コンペティション（Heineken Jazz Competition）」にて3位入賞。日本でジャズピアニストとして活動を開始。 この頃から「超絶的な技法」ばかり披露しようとする自分の演奏スタイルに疑問を感じるようになり、ピアノの一音一音を大切にし、音間の「間（ま）」でさえも演奏するような、シンプルなメロディーを大切にした作曲、演奏をはじめる。
- 1999年、「シンプルなメロディー&演奏」にこだわったピアノソロアルバム『Listen to your "Heart songs"』をリリース。以後、3枚のアルバムをリリース。
- 2003年にリリースした『Heart Songs 〜Light A Candle In Your Heart〜』はキャンドルメーカー最大手・カメヤマの全面協力の下、キャンドルと写真集とCDがセットになったアルバムとなった。
- 2005年、それまでの活動の集大成的なアルバム『be...』をポニーキャニオンよりリリース。このアルバムは、木原が当時拠点としていた、北海道（Kitaraホール）、東京（ワンダーステーション）、アメリカ・ロサンゼルス（オーシャン・ウェイ・レコーディング）でレコーディングが行われ、収録曲の「Fly High!」「Origin」はデイヴィッド・ベノワによってプロデュース、アレンジされた。
- 2006年、初のカバー・アルバムをリリース。
- 2007年、初のボーカル・アルバムをリリース。
- NHK札幌放送局制作の『NHKニュースおはよう北海道』テーマソングを始め、テレビ番組、コマーシャルソング等の楽曲提供を数多く手がける一方、アメリカの歌手スーザン・オズボーンをはじめ様々な国内外アーティストと共演。コラボレーションとして自身のピアノと能楽師・山井綱雄、女優・中嶋朋子と朗読など、ジャンルを越えた新たな音楽の可能性にも積極的に取り組む。韓国でのCDリリースやライブ活動に加え、無数のキャンドルの灯りの中で演奏する「キャンドルライブ」をライフワークとし、独自の活動も続ける。
- 2008年、姉の木原奈津子とのジョイントライブ『Joyful Concert 2008』を21年ぶりに地元の釧路で行う。バークリー音楽院で共に学んだ仲間を中心としたブラス・セクションを率いたバンド『ベリーメリーオーケストラ』を結成し、ライブを中心に活動を開始する。12月、初のアルバム『Very Merry Orchestra』をリリース。また、北海道STVラジオのラジオ・チャリティー・ミュージックソンのテーマ曲を『ゴスペラーズ feat.木原健太郎』として「My Gift To You」を制作する。
- 2009年、ゴスペラーズのアルバム『Hurray!』に「My Gift To You」が収録される。演劇集団キャラメルボックスの芝居「容疑者Xの献身」に書き下ろし楽曲を提供。7月、ベリーメリーオーケストラ結成1周年を迎え、北海道で行われる「SAPPORO CITY JAZZ～PREMIUM 400 WHITE ROCK MUSIC TENT LIVE～ 」に出演した。8月、ドキュメンタリー映画の最高峰、イギリスBBCワールドワイド制作の映画『宇宙へ。』の主題歌は、ゴスペラーズの歌う提供楽曲「宇宙へ 〜Reach for the sky〜」と決定するなど、多彩な活動を続けている。
- 2010年、スーザン・オズボーンとデュオアルバム「架け橋」をリリース。同年、日本全国8カ所のホールツアーを敢行。
- 2011年、アノソロで全曲オリジナル曲のアルバム「空を見上げて」をリリース。
- 2012年にはアニメーション「ロビンくんと100人のお友達」の音楽を、同年NHK-FMラジオドラマ「見かけの二重星」劇伴担当。2013年にアニメーション「オーレ・エクセル イン モーション」の音楽を担当。ジャズの要素と木原独特の凛としながらもメロディアスなピアノソロのサウンドをバランス良く取り入れた劇伴にも力を入れている。
- 2013年、木原が伝えたいスタンダード曲やヴィンテージポップスを網羅したカバーアルバム、「My Favorite Standards」をiTunes配信限定でリリース。木原アレンジ・ボーカルの「Smile」やジョージ・ガーシュウィンの「I got rhythm」、「上を向いて歩こう」などがピアノソロや弾き歌いバージョンとして、収録されている。
- 2013年、演奏、創作、制作活動と並行して、木原ならではの伝え方で行うジャズピアノレッスン「きはけん流 “音育”ジャズピアノレッスン」をスタート。コンセプトは「音と触れ合うことは生きることを豊かにする」「プロフェッショナルを養成するのでは無く、ピアノやジャズ等を通して、音楽をピアノを心のよりどころにしてもらいたい」想いでレッスンを続けており、木原の故郷、北海道で開催（札幌、釧路）。月に一度のレッスンを重ね2018年で5年目を迎える。レッスン毎シーズン最後に受講生と木原で創る「音楽の森」と題した音楽会を札幌、釧路で開催。
- 2013年 - 2015年、スーザン・オズボーンと日本、米国でライブを重ねる。
- 2014年12月、テレビ朝日「ミュージックステーションスーパーライブ」（於：幕張メッセ）に神田沙也加（Vo）と木原で「アナと雪の女王メドレー」にて生放送で同日限りの共演。ミュージカルタッチのアレンジと即興を含むパフォーマンスを行う。
- 2015年、能とジャズピアノのコラボユニット「縁 -enishi-」で初の北米ツアーを行う。ニューヨーク、バンクーバー、ロサンゼルスなどで公演。オレゴン州ポートランドでピアノソロライブ開催。ゲストに能楽師の山井綱雄を迎えスペシャルコラボレーションを披露。カナダ・バーナビー市と釧路市の姉妹都市交流50周年の記念コンサートをカナダ・バーナビー市のマイケル・J・フォックス・シアターと、ビクトリア市のホールで開催。北海道釧路市の観光大使就任記念コンサートを釧路市のホールで開催。  母校校歌を作曲した縁で、釧路市の青陵中学校、明輝高校の吹奏楽部とジャズや木原オリジナルのポップスバラードなどを共演。ウォルト・ディズニー主催のD23 Expo 2015 JAPAN各ステージで音楽監督を務め、以降、各種イベント、TV音楽番組などで音楽監督や編曲及びバンドマスター、ゲストピアニストとしての活動、レコーディングも活発になっていく。
- 2016年、ヒップホップとジャズの融合コラボレーションアルバム「Monday night session」（elements/avex）にピアニストとして参加。KICK THE CAN CREWと共演。リリース記念の日比谷野外音楽堂でのコンサートに参加。同公演ではMCUのバラード曲「いいわけ」で彼のラップに、弾き歌いでコラボレーション。NHK-FMラジオドラマ「ブルームーンの向こう側」劇伴担当。
- 2016年・2017年、「ベリーメリーオーケストラ」で毎回ゲストミュージシャンを迎えコラボレーションする「Power of music」シリーズを開催。ゲストに綿引さやか、ヴァイオリニスト・早稲田桜子、アニメーター・Max Weintraub、LITTLEを迎えて、その日限りのコラボレーションを展開。
- 2017年、津軽三味線奏者の山口ひろしと、デュオユニット 「去来-Corai-」（コライ）」を結成。オリジナル曲、津軽じょんから節などの伝統曲から、スタンダード曲まで網羅し、デュオ独特の音世界を携えて、各地で演奏活動をスタートさせる。
- 2018年、「ベリーメリーオーケストラ」がゲストに森口博子を迎え、アルテリッカ新百合芸術祭でコンサート。「去来-Corai-」が1st アルバム「Journey into CoRai」をリリース。記念ツアーを国内4カ所（東京、札幌、釧路、つくば）で行う。その後結成初となる南アフリカツアーに開催。日本・南アフリカ 外交樹立100周年を記念するツアーで、プレトリアの由緒あるホールでのコンサート・マボパーネと呼ばれる旧黒人居住区でのライブ・ケープタウンでのアートサロンでのコンサートを開催。コンピレーションCD『ディズニー サウンド オブ ピースフル モーメント - Happy & Relaxing-』（Walt Disney Records）に、5曲編曲・演奏で参加。「ホール・ニュー・ワールド」「いつか王子様が」「愛を感じて」「雪だるまつくろう」「美女と野獣」
- 2018年・2019年、「きはけん流 “音育”ジャズピアノレッスン」の受講生と創る音楽会、「音楽の森」の札幌公演2018、釧路公演2019を開催。
- 2020年、『小学生に元気よく楽しく歌ってもらいたい』をコンセプトに、合唱曲「いい日にしようね」「勇気の鍵」（作曲を担当）を教育芸術社からリリース。
- 2022年、ミュージカル「COLOR」（ホリプロ）で音楽監督兼ピアニストを担当。3人のキャストと生ピアノの演奏が「観客が選ぶAudience Award 小劇場作品賞大賞に選ばれる。「去来-Corai-」が日本・バチカン国交樹立80周年記念のバチカン公演を行う。
- 2023年、ニール・サイモンの自伝的戯曲演劇公演「ビロクシー・ブルース」（東宝）の音楽を担当。1940年代のアメリカの音楽の雰囲気をピアノ一本で表現する。
- 2024年、「きはけん流 “音育”ジャズピアノレッスン」受講生と創る音楽会「音楽の森 2024」を1月（釧路）、2月（札幌）で開催。このピアノレッスンは2023年度で11周年を迎えた。

## ディスコグラフィー

### アルバム
- 『Listen to your "Heart songs"』（1999年）
  - ピアノ・ソロ・アルバム。
- 『inner voice』（2000年）
- 『Sessions#1』（2001年）
- 『limited』（2003年）
- 『Heart Songs 〜Light A Candle In Your Heart〜』（2003年）
- 『be...』（2005年）
- 『limited 2 〜にほんのうた〜』（2006年）
  - カバー・アルバム。
- 『limited 3 〜夢のカタチ』（2007年）
  - ボーカル・アルバム。
- 『Very Merry Orchestra』（2008年）
  - 『ベリーメリーオーケストラ』初アルバム。
- 『Take a chance!』（2009年）
  - 『ベリーメリーオーケストラ』フルアルバム。
- 『空を見上げて」（2011年）
  - 全曲オリジナル楽曲のピアノ・ソロ・アルバム。
- 『My Favorite Standards』（2013年）
  - スタンダード曲のカバー・アルバム（iTunes配信限定リリース）
- 『Journey into CoRai』（2018年）
  - 「去来~CoRai~」1stアルバム。
- 『ディズニー サウンド オブ ピースフル モーメント - Happy & Relaxing-』（2018年）
  - 5曲編曲・演奏で参加。「ホール ニュー ワールド」「いつか王子様が」「愛を感じて」「雪だるまつくろう」「美女と野獣」

## サウンドトラック、劇伴etc

### 舞台
- 演劇集団キャラメルボックス
  - 「まつさをな」- 既存曲音楽担当。
  - 「きみがいた時間 ぼくのいく時間」- 既存曲音楽担当。
  - 「水平線の歩き方」- 既存曲音楽担当。
  - 「ハックルベリーにさよならを」- 演奏担当。
  - 「嵐になるまで待って」- 6曲作曲提供・演奏担当。
  - 「僕の大好きなペリクリーズ」- 既存曲音楽担当。
  - 「容疑者Xの献身」- 9曲作曲提供、既存曲2曲音楽担当。
- ミュージカル「COLOR」（ホリプロ）音楽監督、編曲、ピアノ演奏（2022年）
- ストレートプレイ「ビロクシー・ブルース」（東宝）音楽担当（2023年）

### テレビ
- NHK衛星第2テレビジョン『ミュージックラウンジ』テーマ曲担当。
- NHK札幌放送局『NHKニュースおはよう北海道』テーマ曲、音楽担当。
- 関西テレビ放送系ミニ枠『北欧紀行』テーマ曲担当。
- フジテレビジョン系ミニ枠『今宵ひと皿』音楽担当。
- TBSテレビ『Lの風景』テーマ曲担当。
- TOKYO MXテレビアニメ『おてんばルル』テーマ曲、音楽担当。

### ラジオ
- STVラジオ『ラジオ・チャリティー・ミュージックソン2008』テーマソング「My Gift To You」
- NHK-FM放送
  - ラジオドラマ 「見かけの二重星」劇伴担当（2012年）
  - FMシアター
    - 「ブルームーンの向こう側」劇伴担当（2016年）
    - 「扉を開ければ そこは」劇伴担当（2023年）

  - 青春アドベンチャー「ぱきゅん」劇伴担当（2019年）

### 朗読劇
- 「君がいたときいないとき」- 作曲、演奏担当。朗読：中嶋朋子。

### DVD
- 『KSW / クォン・サンウ』- 音楽担当。
- アニメーションショートフィルム DVD
  - 「オーレエクセル・インモーション」- ベリーメリーオーケストラが音楽を担当。
  - 「ロビンくんと100人のお友達」- 音楽担当。

## 楽曲提供
- スーザン・オズボーン「be... (with Love)」
- ゴスペラーズfeat.木原健太郎「My Gift To You」（アルバム『Hurray!』）（2009年）
- ゴスペラーズ「宇宙へ 〜Reach for the sky〜」（2009年）
- ラブジャンクス CDプロジェクト 「あいこでしょ」（作曲：木原、作詞：CHIHARU）（2017年）
- 新・古事記ミュージカル「天の河伝説」（作：旺季志ずか）
  - ミュージカル楽曲を3曲提供 （作曲：木原、作詞：旺季志ずか）（2017年）

### ピアノ演奏及び編曲、音楽監督、ゲストピアニスト出演など
- 「Love Songs For Two」（スーザン・オズボーン：アルバム全曲）
- 「桜の樹が教えてくれた」（スーザン・オズボーン：アルバム全曲）
- 「千の風になって」（スーザン・オズボーン：アルバム『千の風になって〜スーザン・オズボーン名曲集』）
- 「Time To Say Goodbye」（Yucca：アルバム『Yucca』）
- 「胸の振り子」「街の灯り」（藤田恵美 ：アルバム『ココロの食卓〜おかえり愛しき詩たち〜』）
- 「まんまるお月さま」（ZOKA：アルバム『琉ヌ風』）
- 「A Wonderful Day feat.木原健太郎」（押尾コータロー：アルバム『You&Me』）
- 「いちばん大きな空へ〜樹がはなしてくれたこと」（小林洋平・ピアノ演奏参加）
- 「ふるさと」（嵐・ピアノ演奏参加）
- テレビ朝日
  - 「ミュージックステーションスーパーライブ」神田沙也加と同日限りのスペシャルデュオで「アナと雪の女王」メドレーを披露（2014年）
  - 「ミュージックステーション」山崎育三郎&昆夏美「美女と野獣」にピアノ＆編曲で出演（2017年）
- D23 Expo Japan 2015（2015年）
  - 「オープニングセレモニー 」音楽監督、編曲、ピアノ演奏。出演歌手：May.J & クリス・ハート（美女と野獣）、中川翔子（塔の上のラプンツェル）、大竹しのぶ（マレフィセント）、May.J （Sparkle）、高畑充希&城田優（シンデレラ）
  - 「ディズニー吹き替えの秘密～白雪からアナ雪まで～」音楽監督、編曲、ピアノ演奏。出演：小鳩くるみ（白雪姫）、鈴木より子（シンデレラ）、すずきまゆみ（リトルマーメイド）、伊東えり（美女と野獣、ベル役）、麻生かほ里（アラジン、ジャスミン役）、松たか子（アナと雪の女王、エルサ役）
- NHK
  - 「SONGSスペシャル～ディズニーミュージカル名曲集」音楽監督、ピアノ、編曲を担当。出演歌手：井上芳雄、山崎育三郎、城田優、尾上松也、昆夏美、屋比久知奈、Little Glee Monster、大竹しのぶ（2017年）
  - 「SONGS」AI & 清水翔太 「美女と野獣」ピアノ・編曲で出演（2017年）
  - 「うたコン」ゲストピアニスト（2017年）
    - 島津亜矢「明日に架ける橋」・「時には母のない子のように」
    - 杜このみ「秋桜」にとして出演

  - NHK BSプレミアム「ザ少年倶楽部プレミアム」KAT-TUN 中丸雄一 ソロ歌唱のピアノ・編曲で出演（2017年）
- 爽健美茶 ディズニーミュージックキャンペーン、編曲とピアノ演奏。担当楽曲：「美女と野獣」「ホール・ニュー・ワールド」「いつか王子様が」「愛を感じて（ライオンキング）」「雪だるまつくろう」（2017年）
- TV-CM 小野薬品工業「翼をください」ピアノ演奏・編曲
- D23 EXPO JAPAN 2018（舞浜アンフィシアター）モアナの声優、日本版：屋比久知奈、英語版：アウリィ・カラバーリョによる、本邦初となるデュエットにピアノソロでコラボレーション・楽曲アレンジで参加（2018年）
- 平原綾香 デビュー15周年記念コンサートにピアニストとして参加（2018年）
- 小林洋平 with Strings コンサート（大磯 海の見えるホール）にピアニストとして参加（2018年）
- 中川翔子 クリスマスディナーショー2018音楽監督・ピアニスト・編曲（2018年）

### 既存曲担当
- 「kindness」（『GET SPORTS』オムニバスアルバム）
- 「be...」（『トツキトウカ 〜ママ贈る子守唄〜』オムニバスアルバム）

### 校歌
- 札幌日本大学中学校校歌（作詞・作曲）
- 釧路市立青陵中学校校歌（作曲）
- 釧路明輝高等学校校歌（作曲）